# دونالد هیل پرکینس
 دونالد هیل پرکینس (انگلیسی: Donald Hill Perkins؛ زاده ۱۹۲۵) یک فیزیک‌دان اهل بریتانیا است. 